# Герітедж-Пайнс (Флорида)
Герітедж-Пайнс (англ. Heritage Pines) — переписна місцевість (CDP) в США, в окрузі Паско штату Флорида. Населення — 2171 особа (2020).

## Географія
Герітедж-Пайнс розташований за координатами 28°25′31″ пн. ш. 82°37′16″ зх. д. / 28.42528° пн. ш. 82.62111° зх. д. (28.425221, -82.621107).  За даними Бюро перепису населення США в 2010 році переписна місцевість мала площу 2,84 км², з яких 2,78 км² — суходіл та 0,06 км² — водойми.

## Демографія
Згідно з переписом 2010 року, у переписній місцевості мешкало 2136 осіб у 1191 домогосподарстві у складі 849 родин. Густота населення становила 753 особи/км².  Було 1411 помешкання (497/км²).
Расовий склад населення:
| - 98,4 % — білих - 0,8 % — чорних або афроамериканців - 0,4 % — азіатів |

До двох чи більше рас належало 0,1 %. Частка іспаномовних становила 2,0 % від усіх жителів.
За віковим діапазоном населення розподілялося таким чином: 0,6 % — особи молодші 18 років, 28,5 % — особи у віці 18—64 років, 70,9 % — особи у віці 65 років та старші. Медіана віку мешканця становила 69,1 року. На 100 осіб жіночої статі у переписній місцевості припадало 87,9 чоловіків;  на 100 жінок у віці від 18 років та старших — 87,3 чоловіків також старших 18 років.
Середній дохід на одне домашнє господарство  становив 69 037 доларів США (медіана — 57 212), а середній дохід на одну сім'ю — 75 314 долари (медіана — 62 188). 
Цивільне працевлаштоване населення становило 137 осіб. Основні галузі зайнятості: фінанси, страхування та нерухомість — 29,2 %, інформація — 16,1 %, будівництво — 15,3 %.